# 官庄镇 (内丘县)
官庄镇是中国河北省邢台市内丘县下辖的一个镇。

## 行政区划
官庄镇下辖
西阳村、邓村、大都城村、辛北庄村、辛东庄村、辛西庄村、北阳村、小驿头村、串家屯村、李田村、东阳村、中平村、上屯村、官庄一村、官庄二村、官庄三村、下屯村、庆源村、西周村和小都城村。

## 交通
- 京广铁路：官庄站